# Bodnár (foglalkozás)
A bodnárok  vagy pintérek, – más kifejezéssel kádárok – fából készített használati tárgyakat, főként az úgynevezett „faedényeket” előállító mesteremberek. Készítettek többek között vödröket, köpülőket, puttonyokat, hordókat, kádakat, kármentőket stb. és a vékát. Az első permetezőkannákat is fából munkálták ki.

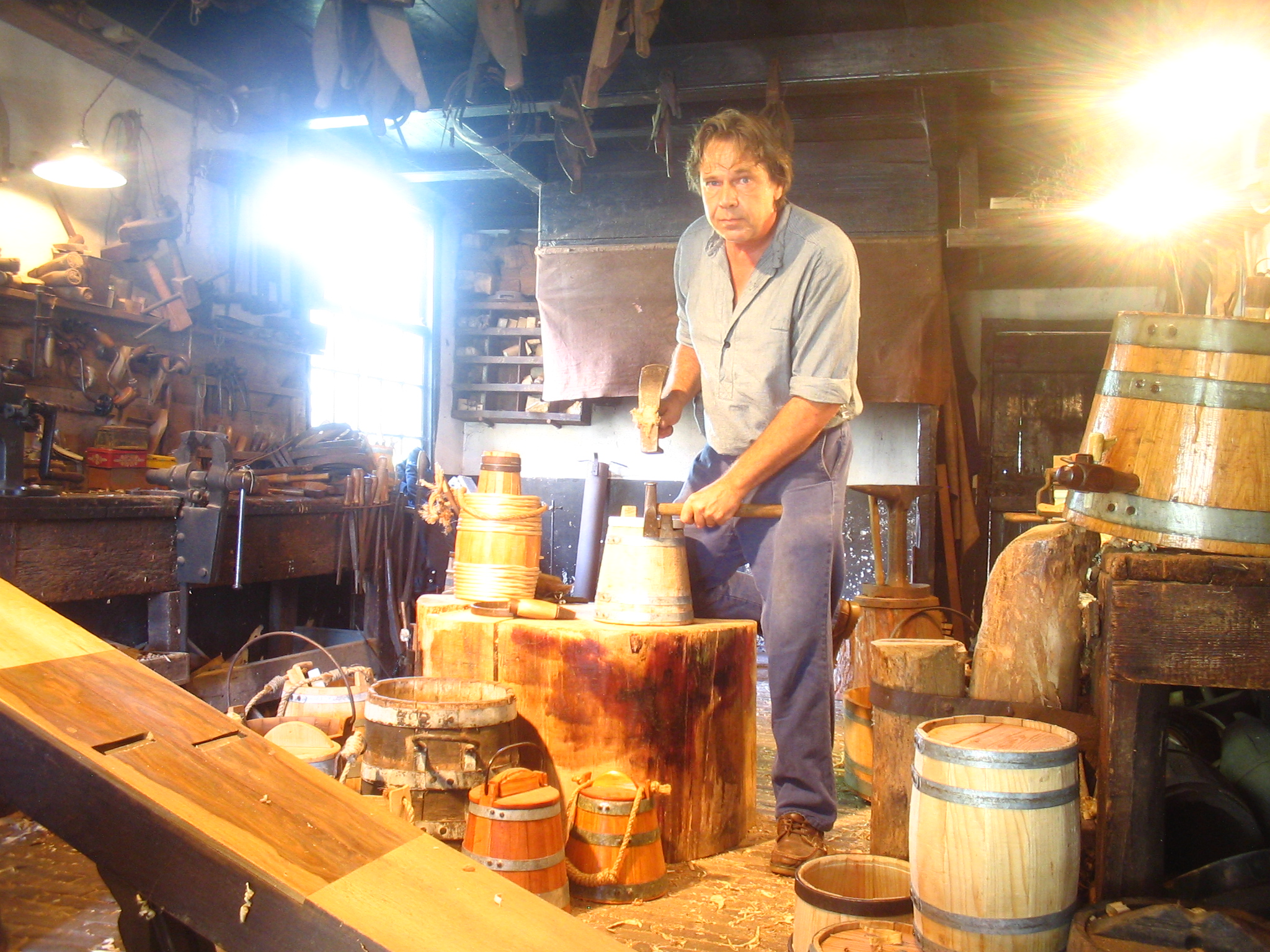
Egy múzeumi műhely

## A kádármesterségről
Ezeknek a bonyolult kialakítású, több részből készült  faedénytípusoknak a használata főként a borászathoz kapcsolódik, így e mesterségek gyakorlóinak régies elnevezése is a „borkötő” volt. Ezek, az eredetileg kizárólag tölgyfából készülő edények az oldalsó azaz a „donga”-darabokból, a fenékből, és az egészet összefogó „abroncs” nevű szerkezeti egységekből állnak, melyek különféle speciális eszközök és sablonok segítségével, a tervezett űrtartalomhoz illő pontos méretek alapján készülnek.
A nem készen kapott dongafát a bodnár (kádár) a rönkből repesztéssel választotta le, így a hosszirányú szálak nem sérültek és a késztermék is tartósabbnak bizonyult. Ezután a kádárszekercével vagy kádárbárddal a nagyoló faragás, majd a néha évekig tartó szárítás következett.  Ezután a  rövidnyelű kádárbárddal (vagy a kisebb, hagyományos alakú faragó szekercével) a felfűrészelt rönköket a megfelelő alakra faragták, majd később simára gyalulták. A kádárbárd alakja az utóbbi száz évben megváltozott, és egy ún. szakállat, a néha jellegzetesen díszített toldatot kapott. A mesterek a megrendelt edény méreteihez tartozó, és különféleképpen ívelt sablonokat készítettek maguknak vagy örököltek az idősebbektől, amelyekkel folyamatosan ellenőrizték a faragást. Megemlítendő itt az egyik sajátságos kádáreszköz, az óriásgyalu, a stócpang (sváb szakkifejezés), melyet a hátára fektettek és két falábbal  feltámasztottak, – majd ebben a helyzetben tolták rajta a néha több méteres dongafákat az alakításukhoz. Az így megfaragott dongákat ismételt szárítás után egy sablonrácsba rakosgatva összeállították, az íves felület kialakítása érdekében pedig az alsó abroncs felrakását követően menetes szorítóval, a cúggal és annak a hordón körülvett köteleivel lassan ívesre húzatták. Az ívelés maradandóságát a faedény belsejében egy tűzkosárban gyújtott lassú forgácstűz, és a közben történő külső vizes locsolás biztosította. A dongák közeit később, a végső összeállítás során növényi rostokkal (pl. káka) tömítették majd abroncsokat vertek rá, azaz beabroncsozták. Az abroncsokat, ugyanúgy mint a kerékhez a ráfokat, többnyire kovácsok készítették, jelen esetben ferdén ívesre nyújtották, de a szegecskötést már a kádár készítette. Ezt megelőzően természetesen a méretre összefaragott, és kéthegyű kádárszeggel összeszegezett fenéklemezeket az Y alakú behúzóvas, a kádárvilla segítségével illesztették a helyükre egy faárokba, a nútba. Előzőleg ezt a nútot is ki kellett alakítani egy másik különleges és magyar fejlesztésű szerszámmal: a csínvágó gyaluval. Az egyszerű ívestalpú gyaluból a 19. század közepe táján fejlődött ki a háromorsós és háromkéses csínvágó gyalu, több átmeneti típuson keresztül. A három kés közül kettő, a vágásirányba álló kétélűek voltak az előmetsző kések, melyek a faforgács repedésmentes kifordulását segítették elő. A fenékberakás előtti utolsó munkafolyamatként pedig a terméket kívül is, belül is összegyalulták, azaz összesimították a dongák esetleges, egymástól elálló kisebb egyenetlenségeit.
A hordókba be- és kiömlő nyílásokat fúrnak, az akona- és csaplyukakat, melyeket kúpos fúróval alakítottak ki a végső alakra, az akonadugó és a csap kúpos, tömítőkészebb alakjához igazodva. A kónuszosság javítására később ugyanilyen kúpos, de ráspolyos felületű fúrókat használtak. A hatalmas méretű, nem mozdítható hordókra vagy a kádakra azok tisztításához, mosásához ún. hordóajtó szolgált, amely egy fából készült és egy lefelé néző U betűt formált. Ezt a legszélesebb donga aljából méretre, és ferde fűrészeléssel kivágott nyílásba szorították belülről beillesztve, majd egy vaspánt, egy átmenő vascsavar és egy réz szorítócsavar - a hordóajtózár -  segítségével kívülről rögzítették. Ebből az ajtóból nyitották a csaplyukat, ahol „csapra verték” a hordót. A hordófeneket (sőt néha a gyalutesteket is) a 17-18. század óta szőlőfürtök, vagy vallási jelenetek ráfaragásával díszítették, később esetleg borivásra buzdító pár szavas mondatot, monogramot illetve évszámot véshettek rá. Az pedig napjainkig szokásban van, hogy egy speciális vágóél-ívű gyaluvassal bíró fenékdíszítő gyaluval a pintér azt a csak a rá jellemző rajzolatú, egyedi körkörös barázdákkal díszítse az egyik feneket. Ez mintegy mesterjelként szolgált, a munkájára ezzel vállalt garanciát. A más jelzésűt ritkábban is javították, hogy a hallgatólagos megegyezés szerint vigye vissza ahhoz, aki azt csinálta.
A római kortól a hordók alakja is fokozatosan változott, ma kétféle ívelésűt ismerünk, illetve a söröshordók dongái pedig vastagabbra készülnek. Változott az abroncsozás is, az eredeti faháncs, kötél majd fűzfavessző anyagú abroncsot a 19. században fölváltotta a szegecseléssel végtelenített vaslemez abroncs. 
Kádárok ma is dolgoznak még, de egyre kevesebben, pedig a nehezebb munkákat már speciális, külföldi gyártmányú gépekkel végzik. Igaz, a szakma termékei iránti kereslet is beszűkült a kisebb-nagyobb alumínium, majd a fröccsöntött műanyagedények megjelenésével, így jobb híján csak javítanak, vagy kisebb pálinkás- vagy díszhordókat készítenek, tölgyfa helyett az olcsóbb akácfából.

## A bodnárok Magyarországon
A bodnármesterség gyakorlása Magyarország fában gazdag területein volt számottevő. Magda Pál a 19. század elején írja, hogy pl. Nógrádban sok paraszt bodnáros munkák készítésével is foglalkozik. Vályi András a nógrádi Breznó falujáról pedig azt írta: „nevezetesek erdei, melyekből mind a kerékjártók, mind a bodnárok nem kevés hasznot vésznek, minthogy még Pestre is elhordattatnak” (az áruik). Fényes Elek Magyarország geográfiai szótárában a Pozsony vármegyei Modor szabad királyi város bodnárjairól azt írja, hogy apró sörös hordóikat Pozsonyba hordják eladásra. A hegyaljai borkereskedelem egyik központjában, Mádon a bodnár céh pedig már a 17. században tekintélyes testület.
1775-ben Csapó József „Új füves és virágos magyar kert” című munkájában említi, hogy a bodnárok munkájuk során a hordók fenékdeszkáit buzogányfűvel ,,fogatják össze", azaz teszik át nem eresztővé. A gyékény vagy buzogánysás, buzogányfű, buzogány, káka a gyékényfélék családjába tartozik.
1818-ban adták ki Mokry Benjamin: „Az európai manufaktúrák és fábrikák mesterség míveik” című munkáját, amelyben a bodnárok munkájáról a következőket írta (281. o.):
„A’ bodnárok az úgy neveztetni szokott donga vagy duga fákból sok, mindenféle, házhoz és pintzéhez való faedényeket készítenek úgymint: kisebb ’s nagyobb boros hordókat, tonnákat, vékákat, kupákat [stb.]. A’ nagy és kisebb nemű hordók rendszerént tőlgyfa-dongábúl tsináltatnak; de vagynak ollyak is, nevezetesen a’ vajnak, szappannak [stb.] valók, a’ mellyek bikfa dongákbúl készíttetnek. Némelly Országokban rendkívűl való nagyságú boroshordók találtatnak. Ezek között, a’ mennyire tudhatjuk, legnagyobbak: a’ Königsteini (a’ vólt Mainzi Választó-fejedelemségben) a’ Heidelbergai (alsó Palatinatusban) és a’ Tatai (Magyar Országon Komárom vármegyében Gróf Eszterházy János pintzéjében). Ennek a' nagy, magyar bodnár-remek-mívnek hoszsza mintegy 3 öl 2 lábnyi; és nyóltzvanöt dongákbúl […] van öszve szerkesztetve, a’ mellyek a Croátziai erdőségekből veszik eredeteket. Tizennyóltz, hat hűvelyk szélességű, vas abrontsokkal van megabrontsolva (bé fáslizva), a’ mellyek öszveséggel 50 mázsát nyomnak. […] Többnyire a’ Bodnár munkák a’ tengermellyéki és kereskedő városokban készíttetnek.”
A 19. század hétköznapjaiban az árucikkek mennyiségét, tömegét szokás volt a bodnáriparosok adott termékei alapján számon tartani. Például a Hegyalján a bodnárok ún. gönci hordókat gyártottak, így a borkereskedők nemcsak ebben szállítottak, de ebben is számoltak.
Bodnár-, kádár-, pintércéhek az egész országban működtek, melyek tárgyi emlékeit - - céhkorsó, céhzászló, céhpecsét, céhbehívó-tábla, -  többnyire az érintett helyi múzeumok őrzik.